# Кавалијера (Болоња)
Кавалијера (итал. Cavaliera) је насеље у Италији у округу Болоња, региону Емилија-Ромања.
Према процени из 2011. у насељу је живело 62 становника. Насеље се налази на надморској висини од 114 м.